# MAPK9
MAPK9 («митоген-активируемая белковая киназа 9»; англ. mitogen-activated protein kinase 9; JNK2) — цитозольная серин/треониновая протеинкиназа, семейства MAPK группы JNK, продукт гена MAPK9.

## Структура
MAPK9 состоит из 424 аминокислот, молекулярная масса 48 139 Да. Описано 4 изоформы белка, образующиеся в результате альтернативного сплайсинга, из которых изоформа альфа-2 считается канонической.

## Функция
MAPK9, или JNK2, — фермент семейства MAPK из группы киназ JNK. Участвует во множестве различных клеточных процессов, таких как клеточная пролиферация, клеточная дифференцировка, миграция, трансформация и апоптоз. Наиболее близка к MAPK8, вместе с которой участвует в апоптозе, индуцированным ультрафиолетовой радиацией. Считается, что эта киназа ассоциирована с сигнальным путём клеточной смерти, опосредованной цитохромом c. MAPK9 и MAPK8 являются c-jun N-концевыми киназами. Они блокируют убиквитинирование фактора транскрипции p53 и, таким образом, повышает стабильность p53 в покоящихся клетках. Кроме этого, исследования на мышах предполагают участие киназы в дифференциации T-лимфоцитов

## Взаимодействия
MAPK9 взаимодействует со следующими белками:
- Grb2,[8][9]
- MAPK8IP1,[10][11]
- MAPK8IP2,[10]
- MAPK8IP3[12][13]
- P53,[14][15]
- TOB1[англ.][16].